# Aletis helcita
Aletis helcita är en fjärilsart som beskrevs av Carl von Linné 1763. Aletis helcita ingår i släktet Aletis och familjen mätare. Inga underarter finns listade i Catalogue of Life.